# 시카고 학파 (경제학)
시카고 학파(Chicago school)는 시카고 대학의 학생들과 교수진들의 연구와 관련된 신고전파 경제학 학파이다. 1930년대에 처음 태동하였으며, 이 시기 제이컵 바이너나 프랭크 나이트 등의 학자들의 활약이 두드러졌으나, 시대적 한계 때문에 주류학계의 담론으로 발전하지는 못하였다. 이들을 계승한 시카고학파의 대표적인 인물들이 바로 밀턴 프리드먼과 조지 스티글러이다.
거시 경제학의 맥락에서, 시카고 학파는 연안 대학들에 기반을 둔 짠물 학파와 대조적으로, 거시 경제학의 "민물 학파"와 연결된다. 시카고 거시 경제 이론은 1970년대 중반까지 통화 주의를 지지하는 케인스식을 거부해 왔는데, 그 때 그것은 합리적인 기대의 개념에 기초하여 주로 새로운 고전적인 거시 경제학으로 돌아섰다. 민물 학파와 짠물 학파의 구분은 두 전통이 서로 상당히 결합된 개념을 갖고 있기 때문에 오늘날 대부분 구식이다. 구체적으로, 새케인스학파 경제학자들은 새로운 고전적인 경제학에 대한 반응으로 불완전한 경쟁과 경직된 임금에 대한 전통적인 케인스 학파의 집중을 포기하지 않고 합리적인 기대치를 반영하기로 결정했다.

## 시카고학파의 역사적 영향
1980년도에 미국의 로널드 레이건 대통령과 영국의 마거릿 대처 수상이 시카고 학파의 경제학 이론들을 전폭적으로 지지하며 미국과 영국의 경제 정책에 반영 시켰다. 또한 남미에서는 일명 "시카고 보이즈"라고 불리는 시카고대 출신 경제학자들이 경제부 총리 같은 중요 직책들을 다루었다.

## 오늘날의 시카고학파
지난 6년간 4개의 노벨 경제학상 수상과 총 30개의 노벨 경제학상으로 시카고 대학의 경제학부는 2, 3위이자 다른 세계적인 경제학부인 하버드나 MIT를 합친 것 보다도 노벨 경제학자들을 압도적으로 많이 배출해 오고 있다. 현재 시카고대의 경제학부는 전통적인 시카고학파 출신 보다는 여러 가지 다른 사고를 가지고 있는 교수진들로 구성되어 있다. 이러한 교수진 중에서 대표적으로 2017년도에 노벨 경제학상 수상자이자 효율적 시장 가설(이 가설 또한 시카고학파 출신 교수이자 2013년도 노벨 경제학 수상자인 유진 파마 교수의 이론이다)을 반대하는 리처드 탈러 교수가 있다.
정책면에서는 전세계 경제에 가장 영향력을 미치는 중앙은행 총재, 은행가, 지식인 30명으로 구성된 G30 조직에서 5명이 시카고대 출신이다. 이 5명은 전 일본 중앙 은행 총재, 전 인도 중앙 은행 총재이자 IMF의 총괄 경제학자, 전 이스라엘 중앙 은행 총재이자 미국의 가장 큰 은행인 JP모건 체이스의 총괄 회장, 전 세계에서 가장 큰 은행인 UBS 회장, 그리고 "중앙 은행의 중앙 은행"이라고 부리는 국제결제은행(중앙 은행들을 관리하는 전세계에서 가장 큰 중앙 은행)의 총재가 포함되어있다.

## 용어
이 용어는 1950년대에 시카고 대학 경제학과의 경제학 교수들과 부스 경영 대학과 로스쿨과 같은 대학의 긴밀한 관련 학문 분야를 지칭하기 위해 만들어졌다. 이들은 가격 이론에 근거한 경제 문제에 대한 그룹의 전망을 정립하는 데 도움이 되었던 빈번하고 집중적인 논의를 했다. 1950년대에는 케인스주의 경제학파의 인기가 절정을 보였고, 그래서 시카고 대학의 구성원들은 주류가 아닌 것으로 생각되었다.
시카고 학파로 잘 알려진 것 외에도, 고시카고 경제학파도 있는데, 프랭크 나이트, 헨리 사이먼스, 폴 더글라스, 제이컵 바이너, 에런 디렉터과 같은 경제학자들로 구성되었다. 이 그룹은 다양한 이해 관계와 접근법을 가지고 있었지만, 특히 나이트, 사이먼스, 디렉터는 일반적인 균형보다는 인센티브의 역할과 경제적 사건의 복잡성에 초점을 맞추자고 주장했다. 이러한 초기 지도자들이 버지니아 정치 경제 학파에 중요한 영향을 끼쳤다. 이러한 학자들은 밀턴 프리드먼과 조지 스티글러의 생각에, 특히 가격 이론과 거래 비용 경제학의 발전에 중요한 영향을 미쳤다. 시카고 경제의 세번째 물결은 거시 경제학자인 로버트 루카스 주니어와 유진 파마에 의해 이끌어진다.
조지 스티글러에 의해 "Chicago political economy"라고 명명된 시카고의 더 중요한 분기점이 있었다. Chicago political economy는 제도가 효율성을 극대화하기 위해 진화한다는 로널드 코즈의 견해에 영감을 받아 정치는 효율성을 추구하는 경향이 있고 정책 조언은 무관하다는 놀랍고 논란이 큰 견해에 도달하였다.

## 같이 보기
- 자본주의에 대한 다양한 관점